# Liebherr-MCCtec Rostock

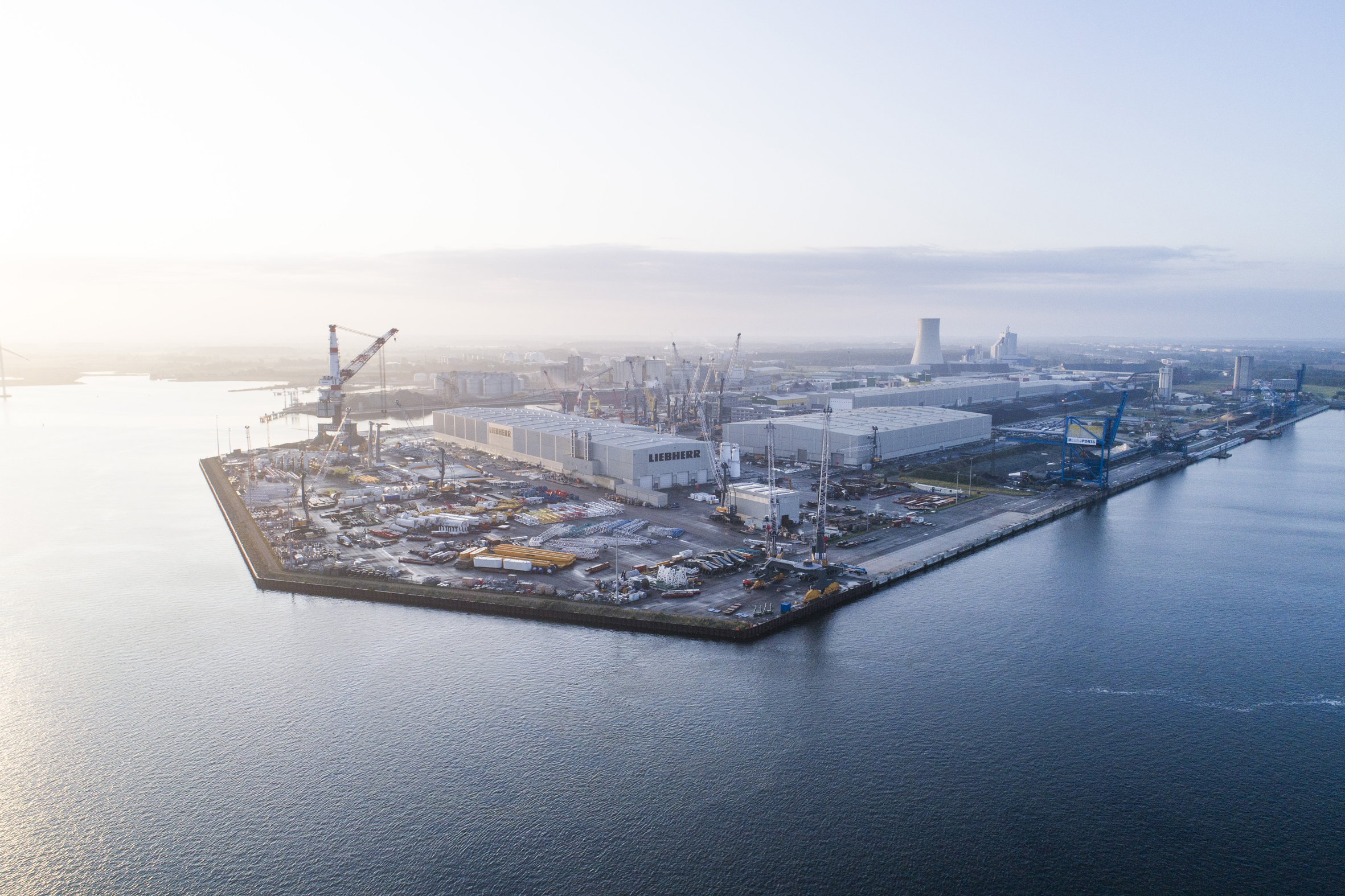
Liebherr Rostock (2020)

Die Liebherr-Rostock GmbH ist ein Teil der Liebherr-Unternehmensgruppe mit Standort im Überseehafen Rostock. Das 2002 gegründete Unternehmen entwickelt und fertigt Schiffskrane, Hafenmobil- und Offshorekrane. Zum Portfolio zählen außerdem Reachstacker und Komponenten für Containerkrane.

## Geschichte

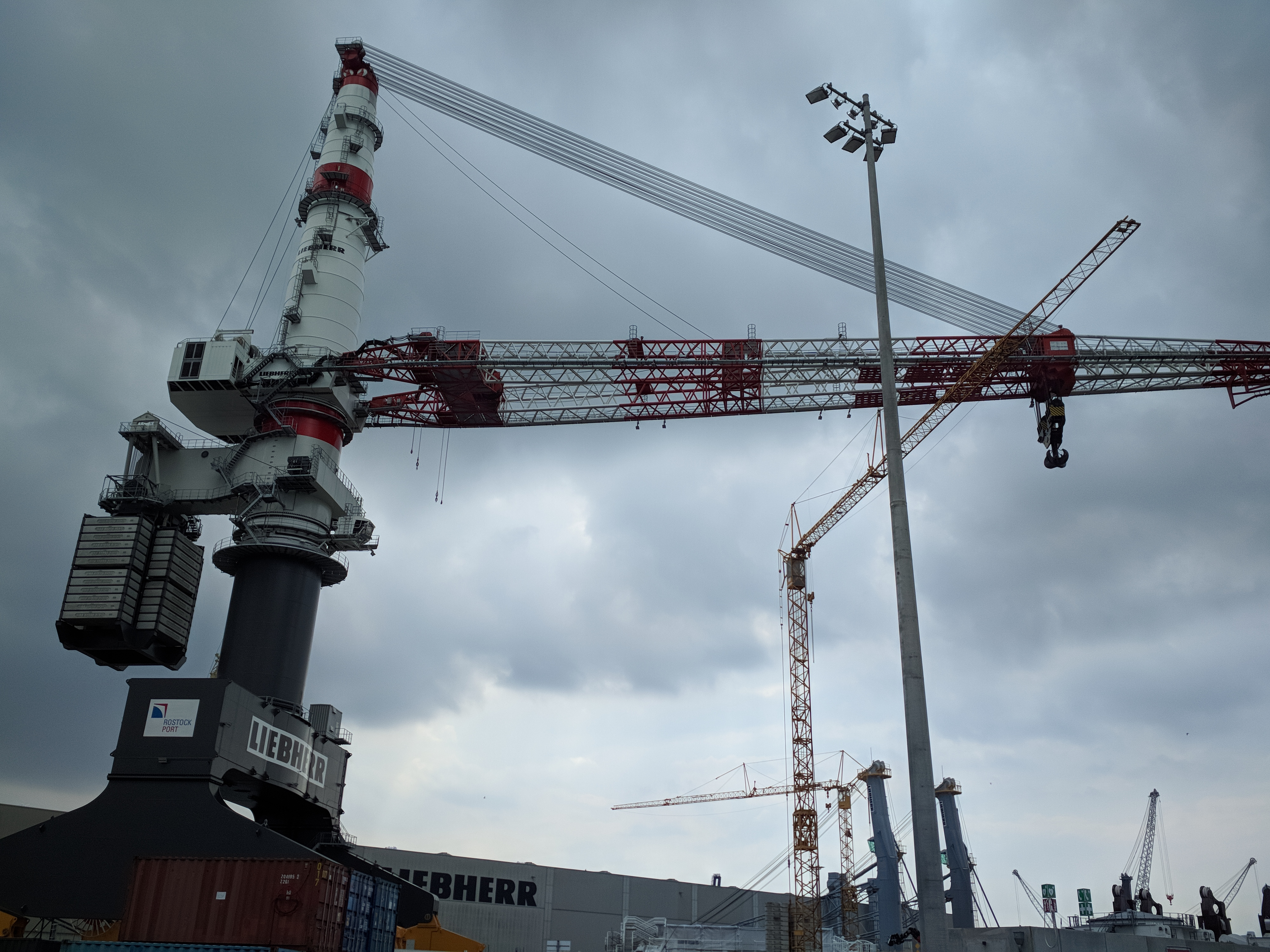
Schwerlastkran TCC 78000 im Überseehafen (2019)

Im Zuge der Neustrukturierung nach Produktbereichen im Jahr 2002 gründete die Liebherr-Firmengruppe u. a. die Liebherr-MCCtec Rostock GmbH. Die Produktion im Rostocker Stadthafen wurde 2005 aufgenommen – mit 175 Beschäftigten. Beim Eintritt Rudolf Gansers in die Geschäftsführung (Bereich Produktion) im November 2015 zählte das Rostocker Liebherr-Werk 1500 Mitarbeiter. Aktuell verzeichnet die Website des Unternehmens 1670 Mitarbeiter (Stand: 09/2022). Die Geschäftsführung im Bereich Technik übergab Reinhard Krappinger am 1. März 2021 an Steffen Bartke.
Zur Sicherung des Nachwuchses und Weiterbildung der Stammbelegschaft wurde 2009 die Liebherr-Akademie Rostock gegründet. Das 8000 m² große Schulungszentrum umfasst Werkstätten, Schulungsräume, Fertigungsinseln und ist eine staatlich anerkannte Bildungseinrichtung. Arbeitslose mit Bildungsgutschein können sich hier wieder in den Arbeitsmarkt integrieren.

## Produkte
Im August 2018 wurde der schienengebundene Schwerlastkran („Travelling Cargo Crane“) TCC 78000 eingeweiht. Der 1600-Tonnen-Kran mit einer Gesamthöhe von 164 Metern fährt auf Gleisen mit einer Spurweite von 30 Metern auf 420 Metern Länge zwischen dem Werksgelände und der angrenzenden Kaikante.
Im November 2019 begann bei Liebherr-MCCtec die Errichtung des 5000-Tonnen-Schwerlastschiffskranes vom Typ „Heavy Lift Crane“ HLC 295000 an Bord des Errichterschiffes Orion. Anfang April 2020 wurde der 145 Meter lange Ausleger dieses bis dahin leistungsstärksten von Liebherr gebauten Krans mit Hilfe des Schwerlastkrans TCC 78000 auf dem Drehwerk installiert. Der am 25. April durchgeführte Test, bei dem eine vollständige 360-Grad-Bewegung mit einer Last von 836 Tonnen bei einer maximalen Ausladung von 115 Metern erfolgte, verlief erfolgreich.

## Zwischenfälle

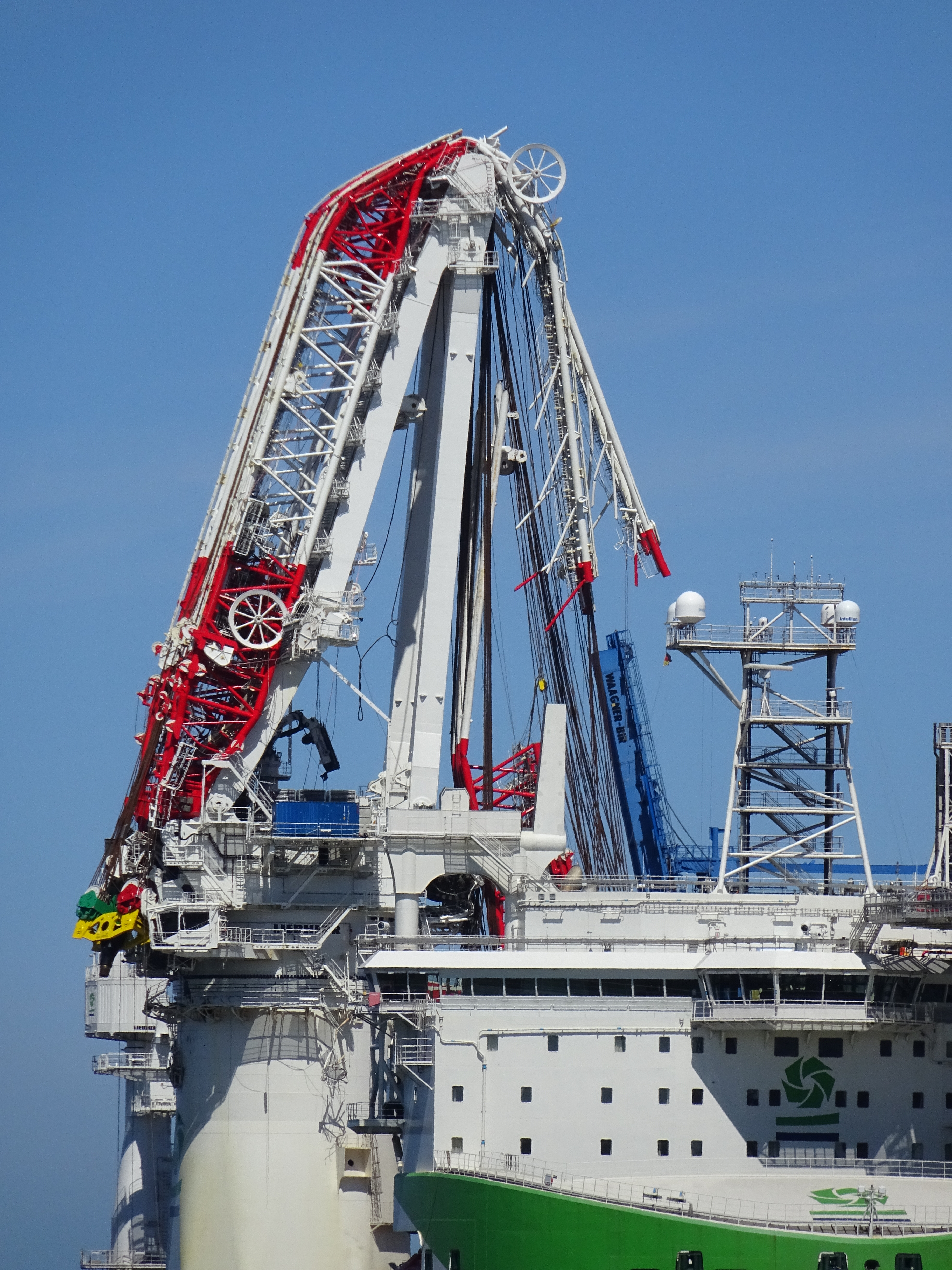
Beschädigter Kran HLC 295000 auf der Orion

Am 31. Januar 2020 stürzten zwei Hafenmobilkräne vom Typ LHM 550 beim Verladen auf das Schwergutschiff Jumbo Vision der niederländischen Reederei Jumbo Shipping ins Wasser. Die Bergung der beiden 440 Tonnen schwere Mobilkräne erfolgte etwa fünf Wochen später mit einem Schwimmkran aus den Niederlanden.
Am 2. Mai 2020 brach bei einem Hebetest eines mit Wasser gefüllten, 5500 Tonnen schweren Pontons der von dem niederländischen Liebherr-Zulieferer Ropeblock hergestellte Kranhaken bei einer Belastung von 2600 Tonnen. Durch den plötzlichen Abriss der Last neigte sich das in seiner Rollachse bis dahin etwa waagerecht im Wasser liegende Schiff stark zum Kai. Dadurch schnellte der Doppelausleger nach hinten, zur Kaiseite, und prallte auf den Gegenausleger, über dessen Spitze er abknickte und auf dem Kai und dem Schiff aufschlug. Dabei wurden zwölf Personen verletzt, zwei davon schwer. Der Schaden wurde auf 50 bis 100 Millionen Euro geschätzt. Nach monate- bis jahrelangen Bergungs- und Reparaturarbeiten meldete die Pressestelle von Liebherr im Mai 2022, der Heavy Lift Crane 295000 befinde sich an Bord der „Orion“, die Schiffstaufe habe bereits stattgefunden.
Am 30. November 2022 kollidierte ein auf dem finnischen Schwergutfrachter Meri transportierter fabrikneuer Mobilkran vom Typ LHM 600 mit den Holtenauer Hochbrücken über den Nord-Ostsee-Kanal in Kiel. Dabei wurden beide Brücken erheblich beschädigt.